# Горно Лисиче (футбольний клуб)
Футбольний клуб «Горно Лисиче» або просто «Горно Лисиче» (мак. Фудбалски клуб Еуромилк Горно Лисиче) — професіональний північно-македонський футбольний клуб з однойменного передмістя Скоп'є. Виступає в регіональній футбольній лізі, зона «Кисела Вода».

## Хронологія назв
- 1964—19??: ФК «Братство-Єдинство»
- 199?—199?: ФК «Техноком»
- 199?—2010: ФК «Горно Лисиче»
- 2010—...: ФК «Євромілк Горно Лисиче»

## Історія

### Витоки клубу
У 1923 році до села приїхали сербські та хорватські колоністи, які й утворили першу в селі футбольну команду «Лисице». Восени 1940 року ця команда зіграла свій перший матч, проти сербського «Лесковаца».
Одним із перших футболістів клубу був Пахо Григич, хорват, який прожив у Горно Лисице з 1923 року. Спочатку в клубі не було місцевих футболістів. Вони з'явилися в команді лише в 1941 році. У гравців не було стандартного екіперування, проте вони грали з мінімально необхідним інвентарем, яке вони самі купували та підтримували в належному стані. Футбольним азам місцевих навчав П. Григич, який також очолював команду в більшості матчів проти клубів з навколишніх сіл. Грали, переважно, проти клубів з навколишніх від Скоп'є сіл. Серед команд з передмістя Скоп'є «Горно Лисиче» вважався одним з найсильніших. Слід зазначити, що ці змагання не мали турнірного значення, а були рекреаційними, для розваг та спілкування серед мешканців сусідніх сіл.
У квітні 1941 року футбольне життя в селі призупинила війна. Під час Другої світової війни клуб розпався й припинив своє існування. По завершенні війни спортивне життя в селі відродилося, у 1945 році було створено «Ударник» (Горно Лисиче). Клуб був аматорським і продовжував футбольні традиції «Горно Лисиче», який існував до квітня 1941 року. Найбільша заслуга у відродженні клубу була у Пахо Григича, який спочатку зіграв понад 100 матчів з футбольними командами із сусідніх сіл. Новостворений клуб більшість своїх матчів проводив на стадіоні «Расадник». На цьому стадіоні матчі проводилися до 1957 року, вони були оранізованішими, за участю більшої кількості команд та вболівальників. З 1958 року команда знову грала на майданчику «Юрія».

### «Горно Лисиче»: від заснування до кінця 1980-х років
У 1962 році в «Ударника» з'являються кращі матеріальні умови. Того ж року громада міста провела установчі збори по організації спортивного товариства «Горно Лисиче». На цій установчому засіданні в присутності великої кількості жителів регіону було прийнято рішення про створення нового футбольного клубу, який би змагався в тодішньому підсоюзі Скоп'є. Було створено новий футбольний клуб, з великою кількістю нових футболістів, розділених на декілька вікових категорій. Назва клубу змінилася з «Ударник» на ФК «Братство-Єдинство». Спонсором клубу був Сільськогосподарський кооператив, адже згідно з тогочасного закону футбольний клуб повинен бути підтриманий та гарантований робочою організацією. Спочатку клуб виступав у футбольному підсоюзі Скоп'є. Свій дебютний матч у цьому турнір зіграв з ФК «Південь», району Мічуріна. Матч відбувся на стадіоні в мікрорайоні Автокоманда.
За відносно швидкий час (чотири роки), клуб з Горно Лисиче зайняв перше місце у Футбольному підсоюзі Скоп'є, після чого здобула право грати у вищому дивізіоні, у Футбольному регіоні Скоп'є. У кожном з сезонів команда фінішувала у верхній частині турнірної таблиці.

### 1990-і роки
Клуб досяг найбільшого успіху, завоювавши перше місце в чемпіонаті Футбольному регіону Скоп'є сезону 1991/92 років. Наступного сезону клуб розпочав виступи у Другій лізі. Проте на цьому рівні команда відіграла один сезон. Однією з причин пониження в класі стала відсутність належного фінансування. Через це команда змушена була виступати в Регіональному чемпіонаті Скоп'є. У наступні сезони команда переживала фінасові проблеми й в одному з них змушена була існувати за рахунок спонсорської допомоги. Виступав також під назвою «Техноком», компанії, яка тимчасово врятувала команду від краху власними коштами. Однак фінансові вливання цієї компанії в наступні роки зменшилися й затримувалися, а потім й повністю припинилися. Через це клуб опинився на межі виживання. Лише завдяки наполегливості гравців, керівництву клубу та громад Горно Лисице команду вдалося врятувати від зникнення. Після відходу спонсора «Техноком» клуб змінив назву на «Горно Лисиче».

### Новітня епоха
На початку XXI століття команда виступала в Регіональній лізі Скоп'є та Третій лізі. У сезоні 2009/10 років команда завоювала перше місце у Третій лізі - групі А, обігравши «Растак» та забезпечила собі місце у Другій лізі. Також головним спонсором клубу стала компанія «Євромілк», яка надала фінансову підтримку на стабільній основі У своюч ергу команда додала до своєї назви слово «Євромілк». А в сезоні 2013/14 років, лише через три сезони після появи нового спонсора, клуб вийшов у Першу лігу, в якій дебютував в еліті македонського футболу. Проте надовго затриматися у вищому дивізіоні не зумів й повернувся до Другої ліги. У сезоні 2014/15 років команда фінішувала на 8-у місці з 10-и команд-учасників і змушена була грати у плей-оф за право збереження місця в Другій лізі, в якому обіграла «Заджазі». У сезоні 2015/16 років Горно Лисиче фінішувало 7-м у таблиці. У наступному сезоні команда зайняла п’яте місце у Другій лізі. У трьох попередніх сезонах команда знову проводила домашні матчі за межами Горно Лисиче, переважно на стадіонах «Цементарниця» та «Борис Трайковський». У сезоні 2017/18 років повернулася на рідний стадіон у Горно Лисиче, проте фінішувала сьомою та вилетіла в Третю лігу — Північ. У сезоні 2018/19 років клуб покинув третій дивізіон македонського чемпіонату та почав виступати в Регіональній лізі чемпіонату Македонія, зона «Кісела Вода».

## Клубні кольори
| Синій | Білий |

## Статистика виступів
| Сезон   | Ліга                   | Ліга | Ліга | Ліга | Ліга | Ліга | Ліга | Ліга | Ліга   | Кубок |
| Сезон   | Дивізіон               | Іг   | В    | Н    | П    | ЗМ   | ПМ   | РМ   | Поз    | Кубок |
| ------- | ---------------------- | ---- | ---- | ---- | ---- | ---- | ---- | ---- | ------ | ----- |
| 1993–94 | 2 МФЛ ЗАхід            | 26   | 7    | 7    | 12   | 23   | 45   | 21   | 14-е ↓ |       |
| 2007–08 | 3 МФЛ Північ           | 30   | 10   | 6    | 14   | 49   | 67   | 36   | 10-е   |       |
| 2009–10 | 3 МФЛ Північ - Група А |      |      |      |      |      |      |      | 1-е ↑  |       |
| 2010–11 | 2 МФЛ                  | 26   | 11   | 2    | 13   | 41   | 49   | 35   | 8-е    | 1Р    |
| 2011–12 | 2 МФЛ                  | 30   | 17   | 5    | 8    | 60   | 30   | 56   | 4-е    | 1Р    |
| 2012–13 | 2 МФЛ                  | 30   | 19   | 7    | 4    | 47   | 16   | 61   | 4-е ↑  | 1/8   |
| 2013–14 | 1 МФЛ                  | 33   | 9    | 12   | 12   | 34   | 37   | 39   | 9-е ↓  | 1Р    |
| 2014–15 | 2 МФЛ                  | 27   | 10   | 5    | 12   | 29   | 36   | 35   | 8-е    | 1/4   |
| 2015–16 | 2 МФЛ                  | 27   | 9    | 9    | 9    | 26   | 29   | 36   | 7-е    | 1Р    |
| 2016–17 | 2 МФЛ                  | 27   | 10   | 5    | 12   | 29   | 30   | 35   | 5-е    | 1Р    |
| 2017–18 | 2 МФЛ                  | 27   | 10   | 5    | 12   | 32   | 46   | 35   | 7-е ↓  | 1/8   |
| 2018–19 | 3 МФЛ - Північ         | 26   | 9    | 0    | 17   | 38   | 66   | 24   | 12-е ↓ | -     |

Легенда
| 1-е       | 2-е       | ↑          | ↓         |
| 1-е місце | 2-е місце | Підвищення | Пониження |

| - ІГ = Зіграні матчі - В = Перемоги - Н = Нічиї - П = Програні - ЗМ = Забиті м'ячі - ПМ = Пропущені м'ячі - О = Очки - Міс = Підсумкове місце | - 1 МФЛ = Македонська футбольна Перша ліга - 2 МФЛ = Македонська футбольна Перша ліга - 3 МФЛ = Третя футбольна ліга Македонії | - 1Р = 1 раунд - 1/8 = 1/8 фіналу - 1/4 = Чвертьфінал - 1/2 = Півфінал - ВЧ = Фіналіст - П = Переможець |

## Стадіон
Клуб проводить свої домашні матчі на стадіоні «Міський» у Горно Лисиче, який здатний вмістити 1500 глядачів.

## Відомі гравці
- Александар Стояновський